# Ундургинская впадина
Ундурги́нская впа́дина — впадина в восточной части Забайкальского края России.

## Расположение
Ундургинская впадина расположена между Алеурским (с севера) и Шилкинским хребтами (с юга). Впадина начинается на западе, в верховьях реки Ундурга, на участке впадения в неё левого притока — Таренчи; далее протягивается на восток-северо-восток, до места слияния с рекой Ушмун (правый приток Ундурги), после чего долина резко сужается и продолжается на востоке по долине Ушмуна до его верховий.
Протяжённость впадины составляет 65 км, ширина увеличивается от 1-2 км в долине Ушмуна до 11 км напротив устья реки Боринский Талакан (правый приток Ушмуна).

## Геология
Ундургинская впадина сложена осадочными, гранитоидными и базальтоидными формациями верхнеюрско-нижнемелового возраста, перекрытыми сверху кайнозойскими континентальными отложениями незначительной мощности. Заложение впадины относится к мезозою, дальнейшее формирование шло в неоген-четвертичное время.
Впадина осложнена серией тектонических разломов, из-за чего её борта часто имеют резкое сочленение со склонами окружающих хребтов. По этой же причине на дне впадины нередко встречаются внутренние поднятия в виде небольших гряд, холмов, сопок с относительными превышениями над руслом реки до 200 м. Абсолютные отметки днища впадины уменьшаются от 705 м на западе до 580 м в месте слияние рек Ундурга и Ушмун; на восток высота вновь увеличивается до 680 м. Основные типы ландшафта — приречные луга (часто заболоченные), ерники и горная тайга.